# Notiosorex villai
Notiosorex villa là một loài động vật có vú trong họ Chuột chù, bộ Soricomorpha. Loài này được Carraway & Timm mô tả năm 2000.

## Phân loại
Loài này trước đây được coi như là một phần của loài Notiosorex crawfordi, nhưng hiện nay chúng đã được coi là loài riêng biệt.